# Emil Rathenau
Emil Moritz Rathenau (Berlín, 11 de diciembre de 1838-ibíd., 20 de junio de 1915) fue un industrial y empresario alemán estrechamente relacionado con la industria eléctrica europea. 

## Biografía
Hijo de una familia de ricos mercaderes judíos, en 1865 se incorporó como asociado en una fábrica donde estudió las posibilidades que ofrecía la entonces emergente tecnología eléctrica. En 1881 ayudó a un consorcio banquero a adquirir los derechos para fabricar productos basados en las patentes de Thomas Alva Edison. 
En 1883 fundó la Deutsche Edison-Gesellschaft für angewandte Elektricität, que en 1887 pasó a llamarse AEG (Allgemeine Elektricitäts-Gesellschaft). En 1903 fue nombrado director general de AEG. Se le debe también la creación de Telefunken Gesellschaft für drahtlose Telegraphie mbH con su competidor y negociante Werner von Siemens. Casado en 1866 con la hija de un banquero llamada Mathilde Nachmann, tuvo dos hijosː Walther Rathenau (un famoso político e industrial asesinado por militantes de extrema derecha en 1922) y Erich Rathenau.
- Datos: Q215586
- Multimedia: Emil Rathenau / Q215586